# Khedrup Je
Khedrup Gelek Pelzang, conosciuto con il nome di Khedrup Je (1385 – 1438), è stato il primo Panchen Lama e uno dei primi discepoli del Lama Tsongkhapa (fondatore della scuola Buddhismo Tibetano).

## Biografia
Prima di approdare alla scuola di Tsongkhapa, Khedrup Je è stato discepolo della scuola Sakyapa. È stato considerato come la reincarnazione di Manjushri, dio della Saggezza. Proprio Khedrup Je ha scritto un importantissimo testo sul Kalachakra che, per la sua completezza è stato usato anche da Tenzin Gyatso, il 14º Dalai Lama come testo base per iniziare i suoi studi.
Khedrup Je, come ogni Panchen Lama, è stato considerato reincarnazione di Amitabha Buddha. Tradizionalmente sono stati individuati quattro Panchen Lama indiani e tre tibetani prima di Khedrup, iniziando da Subhūti, uno dei discepoli originari di Gautama Buddha.
Khedrup fu scelto all'unanimità dai suoi monaci come terzo abate del monastero di Ganden, dopo Tsongkhapa e Gyalsab Je. Inoltre Khedrup fu anche un abile scrittore e fondò il monastero di Baiju nel distretto tibetano di Gyantse nel 1418.
| Controllo di autorità | VIAF (EN) 69321650 · ISNI (EN) 0000 0001 0984 147X · CERL cnp00286280 · LCCN (EN) n81132322 · GND (DE) 102412294 · J9U (EN, HE) 987007265574605171 |